# Rolf Sievert
Rolf Maximilian Sievert (pronuncia svedese: [siːvəʈ]) (Stoccolma, 6 maggio 1896 – Stoccolma, 3 ottobre 1966) è stato un fisico svedese. Il suo contributo è stato importante nello studio degli effetti biologici delle radiazioni. 

## Biografia
Era figlio dell'imprenditore Max Sievert. Si immatricolò all'università di Stoccolma nel 1914, quindi proseguì i suoi studi al Karolinska Institutet e al Regio Istituto di Tecnologia di Stoccolma. Conseguì la laurea all'Università di Uppsala nel 1919 e il PhD nel 1932, anno in cui divenne professore associato in fisica medica all'Università di Stoccolma. Dal 1919 si occupò dei problemi fisica connessi alla radiologia diagnostica e terapeutica. Inizialmente la sua attività di ricerca non era remunerata, ma nel 1925 l'associazione svedese per la ricerca sul cancro decise di finanziare la sua attività e di coprire i costi del laboratorio, a cui Sievert aveva fatto fronte privatamente. Questi finanziamenti permisero di fare del laboratorio un centro di eccellenza mondiale.
Negli anni 1920 si occupò di standardizzare le dosi radiologiche assorbite dai pazienti in cura nei diversi ospedali, il che portò poi alla legge svedese di protezione dalle radiazioni del 1941. Sviluppò le basi per il calcolo delle dosi assorbito dai tumori, sviluppò nuovi macchinari per il trattamento dei pazienti e mise in evidenza l'importanza delle radiazioni secondarie.
Il professor Sievert prestò servizio come capo del laboratorio di fisica presso il Radiumhemmet in Svezia dal 1924 al 1937, anno in cui divenne capo del dipartimento di fisica della radiazione presso il Karolinska Institutet. Nel 1941 ottenne il titolo di professore.
Ha svolto un ruolo pionieristico nella misurazione delle dosi di radiazioni, soprattutto nell'uso delle radiazioni stesse nella diagnosi e nel trattamento del cancro. Negli anni successivi, ha concentrato la sua ricerca sugli effetti biologici dell'esposizione ripetuta a basse dosi di radiazioni. Nel 1964 ha fondato l'International Radiation Protection Association, di cui è stato presidente. Ha anche presieduto il Comitato scientifico delle Nazioni Unite sugli effetti delle radiazioni atomiche. 
Ha inventato una serie di strumenti per misurare le dosi di radiazioni, il più noto è la camera di Sievert. 
Nel 1979, presso la Conférence Générale des Poids et Mesures (Conferenza Generale dei Pesi e Misure o CGPM), l'unità di misura equivalente di dose di radiazioni ionizzanti è stata intitolata a lui (simbolo: Sv).